# Euchromia lurlina
Euchromia lurlina är en fjärilsart som beskrevs av Butler 1888. Euchromia lurlina ingår i släktet Euchromia och familjen björnspinnare. Inga underarter finns listade i Catalogue of Life.